# Ophiomastus molinae
Ophiomastus molinae is een slangster uit de familie Ophiuridae.
De wetenschappelijke naam van de soort werd in 1968 gepubliceerd door Castillo-Alarcon.